# Princess Tomato in the Salad Kingdom
Princess Tomato in the Salad Kingdom (サラダの国のトマト姫 Salada no Kuni no Tomato Hime?) es un videojuego de Hudson Soft, fue lanzado originalmente en 1984 para NEC PC-8801 y también para NEC PC-8001, NEC PC-6001, FM-7, MZ-1500/2500, Sharp X1, Sony SMC-777 y el ordenador japonés MSX.
El 27 de mayo de 1988 se publicó una conversión para Famicom, saliendo en Norteamérica el 8 de febrero de 1991. También salió una versión para Windows, y para teléfonos móviles en Japón. La versión para Famicom/NES se reeditó en la Consola Virtual de Wii, el 19 de enero de 2010 en Japón y 8 de febrero de 2010 en Norteamérica. Además, apareció en la Consola virtual japonesa para la Nintendo 3DS el 19 de septiembre de 2012 y para la Wii U el 14 de mayo de 2014.

## Argumento
Asumiendo el rol de Sir Cucumber, un caballero, el jugador es asignado por el rey Broccoli (ya fallecido) para derrotar al malvado ministro Pumpkin que ha secuestrado a la princesa Tomato. Desde el principio, Sir Cucumber gana un compañero, Percy el caqui bebé, que ofrece asesoramiento y ayuda a lo largo de la búsqueda (y siempre llama a Sir Cucumber  "Jefe").